# Thomas Littledale
Thomas Alfred Royds Littledale (2 de abril de 1850-4 de diciembre de 1938) fue un deportista británico que compitió en vela en la clase 12 Metre. Participó en los Juegos Olímpicos de Londres 1908, obteniendo una medalla de plata en la clase 12 Metre.

## Palmarés internacional
| Juegos Olímpicos | Juegos Olímpicos      | Juegos Olímpicos | Juegos Olímpicos |
| Año              | Lugar                 | Medalla          | Clase            |
| ---------------- | --------------------- | ---------------- | ---------------- |
| 1908             | Londres (Reino Unido) | Medalla de plata | 12 Metre         |